# Спартель
35°48′2″ пн. ш. 5°54′22″ зх. д. / 35.80056° пн. ш. 5.90611° зх. д.
Спартель (ісп. Espartel, араб. رأس سبارتيل) — мис в Марокко, розташований на вході в Гібралтарську протоку приблизно за 10 км від міста Танжер.
Недалеко від мису був острів Спартель, який затонув приблизно 12 тис. років тому. Деякі дослідники вважають, що цей острів був легендарною Атлантидою. Від мису на південь простягається одна з найдовших у світі пляжних ліній (47 км), що омивається чистими водами океану. На мисі розташовані Геркулесові печери.
Завдяки своєму положенню на стику Середземного моря і Атлантичного океану район навколо мису мав стратегічне значення. У жовтні 1782 року в ході війни за незалежність США відбувся бій між британцями та іспанцями. Через кілька сотень років, в роки громадянської війни в Іспанії поруч з мисом також відбулася морська битва.